# Lake Tomahawk (Ohio)
Lake Tomahawk es un lugar designado por el censo ubicado en el condado de Columbiana en el estado estadounidense de Ohio. En el Censo de 2010 tenía una población de 485 habitantes y una densidad poblacional de 182,51 personas por km².

## Geografía
Lake Tomahawk se encuentra ubicado en las coordenadas 40°45′41″N 80°35′47″O / 40.76139, -80.59639. Según la Oficina del Censo de los Estados Unidos, Lake Tomahawk tiene una superficie total de 2.66 km², de la cual 2.15 km² corresponden a tierra firme y (19.2%) 0.51 km² es agua.

## Demografía
Según el censo de 2010, había 485 personas residiendo en Lake Tomahawk. La densidad de población era de 182,51 hab./km². De los 485 habitantes, Lake Tomahawk estaba compuesto por el 97.94% blancos, el 0.21% eran afroamericanos, el 0.41% eran amerindios, el 0% eran asiáticos, el 0.21% eran isleños del Pacífico, el 0% eran de otras razas y el 1.24% pertenecían a dos o más razas. Del total de la población el 0.82% eran hispanos o latinos de cualquier raza.